# پگاه احمدی
پگاه احمدی (زاده ۱۳۵۳ در تهران) شاعر، منتقد ادبی و مترجم شعر ایرانی است‫.‬ احمدی از کودکی به سرودن شعر علاقه نشان داد، تا سرانجام اولین شعر او در ۱۷ سالگی در نشریه ادبی تکاپو، از نشریات مهم ادبی آن زمان به چاپ رسید‫.‬ در ادامه این روند، نخستین مجموعه شعرش با عنوان روی سُل ِ پایانی در دهه هفتاد در ایران منتشر شد و تحسین شاعران و منتقدان شعر را برانگیخت‫.‬  او که لیسانس زبان و ادبیات فارسی خود را از دانشگاه آزاد تهران اخذ کرده است، یکی از شاعران مطرح موسوم به دهه ی هفتاد در ایران است‫. از پگاه احمدی تا کنون چندین عنوان مجموعه شعر به زبان های فارسی و آلمانی، نقد و نظرهای ادبی، تعدادی ترجمه و یک اثر تالیفی درباره ی شاعران زن ایرانی منتشر شده است. علاوه بر این، بسیاری از اشعار او در آنتولوژی های شعر فارسی زبان و غیر فارسی زبان بازنشر شده اند. ‬احمدی در سال ۱۳۸۸ به دعوت انجمن قلم آلمان به این کشور سفر کرد، سپس به دعوت دانشگاه براون، مدتی پژوهش های ادبی خود را در آمریکا دنبال کرد و اینک ساکن آلمان است‫.‬ 

### مجموعه شعر
- روی سُل ِ پایانی، انتشارات نگاه سبز، تهران، ۱۳۷۸
- کادنس، انتشارات نگاه سبز، تهران، ۱۳۸۰
- «این روزهایم گلوست». تهران: نشر ثالث، ۱۳۸۳
- این روزهایم گلوست، نشر ثالث، تهران، ۱۳۸۳
- سردم نبود، نشر سوژه، آلمان، ۱۳۸۹(در دو نسخه ی فارسی و آلمانی)
- شدت، نشر ناکجا، پاریس، ۱۳۹۷ (در دو نسخه ی فارسی و آلمانی)
- پس این آینده بود، آلمان، نشر شرودر، ۱۴۰۳ (به زبان آلمانی)

ترجمه
- «آوازِ عاشقانهٔ دخترِ دیوانه». نویسنده سیلویا پلات، تهران:، ۱۳۷۹
- «صد و یک هایکو: از گذشته تا امروز». نویسنده جکی هاردی، تهران: کتاب خورشید، ۱۳۸۶

### تألیف
- شعر زن«شعر زن - از آغاز تا امروز»، بررسی شعر زنان شاعر پارسی گوی ایرانی از قرن چهارم تا عصر حاضر. تهران: ناشر: نشر چشمه، ۱۳۸۴

## فعالیت‌ها
- شرکت در سی و هفتمین فستیوال جهانی شهر در رتردام هلند به عنوان تنها میهمان برگزیده ایرانی، ۲۰۰۵
- شاعر میهمان بنیاد ایرانی فرهنگ و شناخت رتردام، ۲۰۰۶.
- شاعر شرکت‌کننده در نخستین کاروان شعر ایران و فرانسه.
- عضو هیئت داوران نخستین دوره جایزه شعر فراپویان در کنار شادروان محمد حقوقی شاعر نام‌آور اصفهانی، بیژن الهی، کیومرث منشی زاده، آیدین آغداشلو و منصور اوجی، ۱۳۷۹.
- عضو هیئت داوران دومین جشنواره شعر و ادب دانشجویی دانشگاه‌های کشور، ۱۳۸۲.
- عضو هیئت داوران نخستین دوره جایزه شعر والس، ۱۳۸۵.
- عضو هیئت داوران نخستین دوره جایزه ادبی دریا، ۱۳۸۵.
- عضو هیئت داوران جشنواره پیام آوران صلح و دوستی به همراه علی باباچاهی و علیرضا بهنام.
- عضو هیئت تحریریه نشریه الکترونیکی تاسیان.[۴]

## نمونه شعر
با ظلمت، جریان بساز 
ببین که گوش ات را، به آن خراش ِ شناور چسبانده ای
به پرّه های ملخ
به سردخانه ی تشخیص ِ خون، هویت، رگ 
به زندگی که زاهدانه اُریب است
وَ سکّه بیانداز، روی فاجعه ای لخته از نشانی ها … . ( بخشی از شعر بلند ‪„‬جریان‪“‬ از دفتر ِ شدّت )

بخشی از شعر «ندا»:
| ای «داغگاهِ شهریار»، اریب است خون!      |  | ما اسب نیستیم! بی‌پدرِ بی‌تبار! اریب است خون! |
| ما از «امیر» که «آباد» نیست گذشتیم     |  | از تهران که سلسله بر باد نیست، گذشتیم      |
| از قرن‌ها تلفظِ ّ با «سین» و «صاد» گذشتیم |  | از قلبِ مادرانمان که چه ناشاد… آد گذشتیم    |

این که تودۀ مردم یا مخاطب در معنای عام ِ آن، برای شعر کلاسیک نوعی رسمیت شعری قائل است، یعنی آن را چنانکه اشاره کردید به مثابه ی  شعر می شناسد، مطلقا هم ارز با شناخت او از شعر حتی در نوع کلاسیک آن نیست. از میان همین توده ی مخاطبان کمتر کسی ست که مثلا به صورت جدی با واژه ها، تعابیر و تاویل های شعر حافظ آشنا باشد یا مثلا همانقدر شعر فرخی سیستانی، منوچهری دامغانی، ناصر خسرو یا صائب را بشناسد که شعر سعدی و حافظ را. پس همین شناخت هم مطلق نیست و بیشتر محصول نوعی تعمیم یافتگیِ تاریخی ست.
با این مقدمه باید گفت که تعاریف، مبتنی بر شناخت ها و تلقی ها هستند و از نوعی فرهنگ ِ شناخت پیروی می کنند. تعریف مخاطب و درک او از ماهیت و چیستی ِ هر نوع شعری، نسبتی مستقیم با آگاهی،شناخت و احاطه ی او بر شعر در انواع گوناگون آن دارد و به همین اعتبار هم نسبی و فردی است. هر مخاطبی که به شکل مستمر، تغییرات فرمی – محتوایی شعر را از گذاری به گذار دیگر پی گرفته باشد و با ضرورت ها و ایجاب های اجتماعی – فرهنگی ِناظر بر این تغییرات در بازه های زمانی مختلف آشنا باشد، می تواند بر تعریف یگانه ی خود از شعر، صحه بگذارد و این تعاریف می توانند با توجه به ناهمگونی مخاطبان، تعاریف متکثری باشند. من شخصا در شعر در جستجوی صیرورت های مدام ِ زبان، روایت های نو، نا بهنگامی ِتصاویر، فضاسازی های جدید و فردیتی هستم که وامدار چیزی جز خودش نباشد و با فراروی از حافظه ی شعری – تاریخی ام به التذاذ خوانشی بینجامد؛ پس در جستجوی 
رازهای نو در زبان هستم. نوشتن خلاق، می بایست تسخیر ِ زبان و به مهمیز کشیدن اش باشد. زبان را با کشف ها و تصرف های مدام می توان پالوده کرد و سوهان زد و امکانات شگفتش را از بطن اش بیرون کشید. من خیلی جاها در شعرم به سوی تلفیق رفته ام. تلفیق زبان به ظاهر ناکارآمد ِ کهن با زبان ِ زنده ی امروز. خب، این تلفیق، زبانِ مرده را به یک امکان ِ تازه پیوند می دهد. در عین حال فراخواندنِ زبان فاخر و پاره ای از واژگان کهن و تاریخی به متن ِ قرائت ِ امروزینِ ِشعر، یکی از دلبستگی های شخصی من است. مثلا در شعر “محاکات” می گویم: „وَ خواب ببینم که تکه تکه های “بلبل گوینده بر منابر ِ قضبان” از اَلست ویران است وَ گودترین جای سینه ام بر تو خاک می ریزند“ که تضمینی ست از شعر سعدی. به هر تقدیر شخصا گمان می کنم تمهید موفقی در جهت گشودن افقی نو بوده است و در عین حال متضمن نوعی نقدِ طنزآمیز آموزه ها و وضعیت های تاریخی ماست. در پاسخ به پرسش شما باید بگویم که بی تردید، متن ها از هم ملهم می شوند. یقینا هر متن خلاقی، واجد انگیزش هایی برای متن های بعدی است و پیشنهاداتی را فراروی آنچه پس از آن نوشته می شود خواهد گذاشت. در این راستا، متن ها گاهی با هم به تلاقی می رسند، در هم فرو می ریزند و از هم می گریزند. زبان،کیفیتی ست زایا و دیوانه وار که با شدن های مدام، به انقلاب زیبایی به انقلاب نوشتن می رسد و نوشتن، تحمل دردناک ِ زیبایی ست به قول ریلکه”زیبایی آن حد از وحشت است که هنوز می توانیم آن را تحمل کنیم” و نوشتن، مسیر این تحمل را هموار می کند.